# تشارلز سابين
تشارلز سابين (بالألمانية: Charles Sabine)‏ هو صحفي ألماني، ولد في 20 أبريل 1960 في رينتلن في ألمانيا.